# Weizenbock

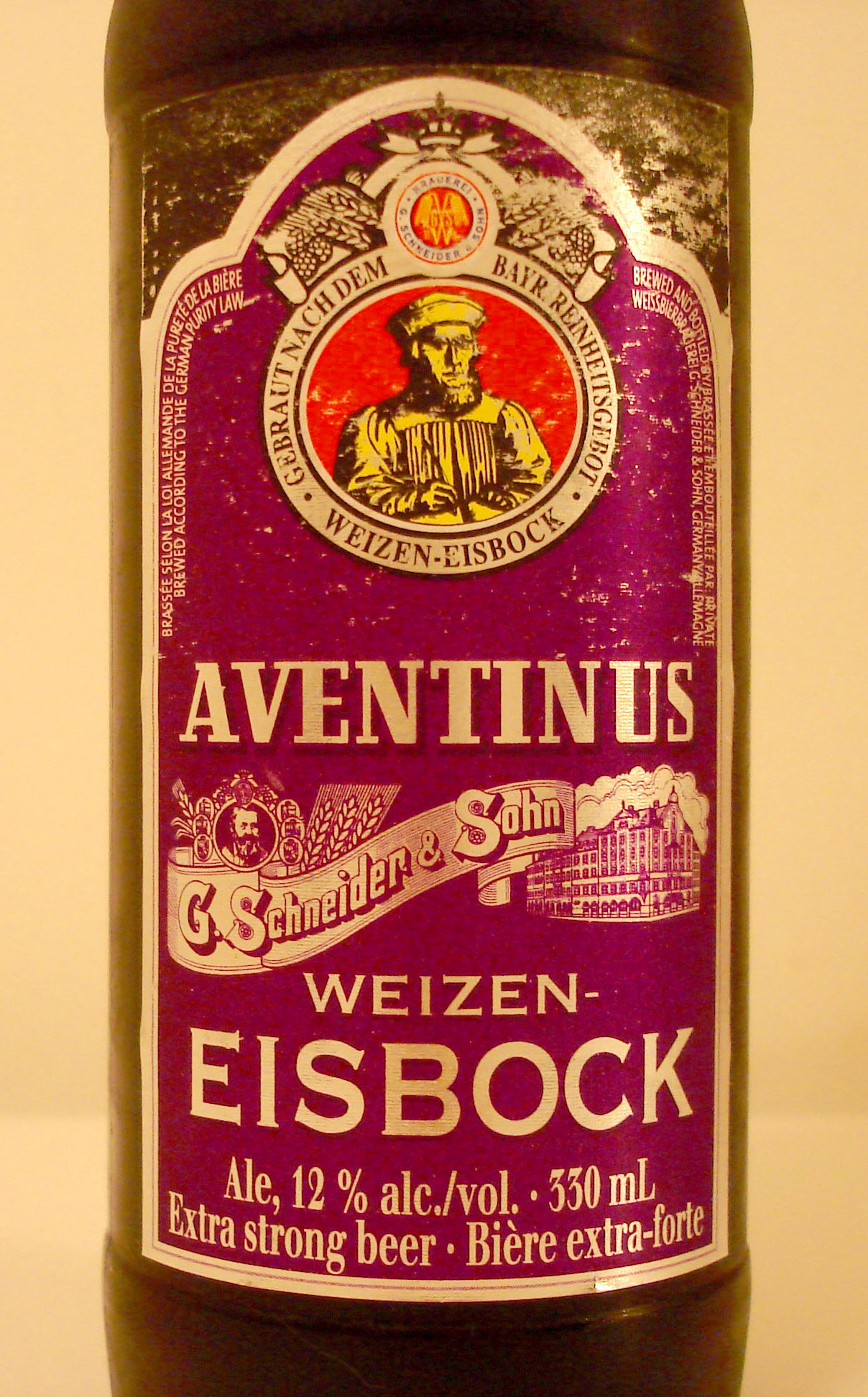
Aventinus Weizeneisbock

La Weizenbock est un type de bière de fermentation haute originaire d'Allemagne. Comme son nom l'indique, il s'agit d'une bière de type weizenbier, mais bien plus forte et plus ambrée car brassée selon le style « bock » avec une densité primitive de moût plus importante que pour les versions courantes. Elle est également plus épicée vu qu'une sorte particulière de levure est utilisée.
La Weizendoppelbock (double-bock de froment) est encore plus forte (7 % à 9 % d'alcool) et plus foncée que la Weizenbock. Elle a un goût prononcé de malt avec peu d'amertume. Très effervescente, elle a une mousse imposante et épaisse.
La Weizeneisbock (« bock glacé de froment » en allemand) est en outre gelée à la fin de la fermentation, selon le procédé utilisé pour les eisbock, afin de cristalliser une partie de l'eau pour pouvoir la retirer, afin d'augmenter la saveur maltée et la teneur en alcool (12 %) tout en respectant la Reinheitsgebot.